# Кушмурун
Кушмуру́н (каз. Құсмұрын) — селище у складі Аулієкольського району Костанайської області Казахстану. Адміністративний центр та єдиний населений пункт Кушмурунської селищної адміністрації.
Населення — 6795 осіб (2021; 9633 у 2009, 8591 у 1999, 10189 у 1989).